# Edith Parker
Edith Parker war eine US-amerikanische Tennisspielerin um die Jahrhundertwende des 19. und 20. Jahrhunderts.

## Erfolge
Im Jahr 1900 gewann sie mit ihrer Landsfrau Hallie Champlin das Damendoppel bei den US-amerikanischen Tennismeisterschaften (heute US Open). Sie besiegten Marie Wimer und Myrtle McAteer in drei Sätzen mit 9:7, 6:2, 6:2.